# Riedelia subulocalyx
Riedelia subulocalyx là một loài thực vật có hoa trong họ Gừng. Loài này được Theodoric Valeton miêu tả khoa học đầu tiên năm 1913.

## Phân bố
Loài này được tìm thấy ở cao độ 30 m gần Sabang, ven sông Lorentz ở tây nam đảo New Guinea, thuộc địa phận tỉnh Papua, Indonesia. Mẫu vật điển hình: G.M. Versteeg 1225 do Gerard Martinus Versteeg (1876-1943) thu thập ngày 14 tháng 6 năm 1907.